# Mafia: The City of Lost Heaven
Mafia: The City of Lost Heaven (còn gọi là Mafia, Mafia I để phân biệt với bản II phát hành tháng 8/2010) là tên một loại game bắn súng hành động tự do góc nhìn người thứ ba được phát hành vào năm 2002 trên hệ máy tính cá nhân(PC). Game được phát triển bởi hãng Czech-Illusion Softworks và phát hành bởi hãng Gathering of Developers. Mafia cho phép người chơi nhập vai một nhân vật có tên là Tommy (ban đầu là một lái xe taxi, về sau trở thành tay sai cho một trùm mafia) tham gia các tổ chức tội phạm để trừ khử lẫn nhau, toàn bộ game nói về một vụ bê bối tiền bạc giữa ông trùm băng Salieri(Don Ennio Salieri) và các thành viên trong băng. Gần cuối game, Sam(một người bạn của Tommy) đã giết chết Paulie(cũng là một người bạn của Tommy) bằng một khẩu súng thục trong khi Paulie đang cư trú tại nhà riêng. Game khép lại với một kết cục bi thảm (sad-ending) cho Tommy, đó chính là bị bắn chết bởi hai đàn em còn sót lại của Don Salieri là Joe Barbaro và Vito Scalleta (nhân vật chính của phần II), đoạn kết game chính là lời tâm sự của Tommy về những lỗi lầm mà anh đã làm lúc trước.
Mafia là một sự kết hợp tuyệt vời giữa những pha hành động nghẹt thở, những tình huống bất ngờ và cốt truyện li kì, hấp dẫn. Vì là game bắn súng nên Mafia sở hữu rất nhiều loại xe nhằm phục vụ cho những chuyến đi xa của nhân vật chính Tommy hoặc những pha rượt đuổi bằng xe trên đường. Những chủng loại súng vào những năm 1930 cũng được game thể hiện đầy đủ. Phần lồng tiếng của game được đánh giá là rất xuất sắc, thể hiện đầy đủ những bản chất của từng con người trong game. Những hiệu ứng nổ, lủng lốp, bắn súng... được thể hiện rất xuất sắc bằng engine đồ họa LS3D độc quyền của hãng Illusion Softworks. Ngoài ra người chơi sẽ được thưởng thức vô số các bản nhạc Jazz tưởng chừng là tẻ nhạt nhưng vẫn mang lại được nhịp điệu cho game, dàn diễn viên lồng tiếng cho game cũng đã từng tham gia chương trình The Sopranos (một chương trình được trình chiếu trên kênh HBO - cũng nói về tội phạm mafia) nó thể hiện rất tốt phần lồng tiếng nhân vật, mang lại cho game một nét riêng, khác hẳn với các loại game thời bấy giờ. Có thể nói Mafia là một kiệt tác đậm đà nghệ thuật về game.
Giống như GTA, Mafia có chế độ Free Ride, trong chế độ này người chơi có thể tự do tung hoành khắp thành phố Lost Heaven mà không bị gò bó vào bất cứ nhiệm vụ nào.Khi chơi chế độ Free Ride, người chơi sẽ giết các tên mafia đi trên đường thu được tiền(thu được 500 đô-la mỗi lần bắn chết một tên) và phải cảnh giác "cớm", vì khi giết người trước mặt cảnh sát, người chơi sẽ bị bắt hoặc phạt tiền. Chế độ Free Ride Extreme mở ra cho người chơi thêm một vài nhiệm vụ nhỏ để thực hiện.
Sau khi phát hành, Mafia nhận được rất nhiều lời khen ngợi từ các nhà phê bình và chấm điểm game. Tính đến ngày 12/3/2008, Mafia đã bán được hơn 2 triệu đĩa do Take-Two Interactive thu
.Game đạt điểm 9.3 trên 10 và được đánh giá là một trong những tượng đài game hành động vào thời điểm bấy giờ.

## Cách chơi (Gameplay)
Mafia chủ yếu dẫn dắt người chơi theo từng vòng một. Trong từng vòng chơi, người chơi sẽ di chuyển bằng xe hoặc đi bộ để đến các địa điểm đã đánh dấu ở trên bản đồ cũng như thực hiện một chuyến đi xa đến đồng quê. Phần còn lại, người chơi sẽ điều khiển Tom đi bắn súng, đột nhập nhà người khác, đi giao hàng,... Người chơi sẽ được xem các đoạn video đi vòng mỗi khi đến một nhiệm vụ nào đó.Mafia sở hữu một thành phố được cho là phỏng theo thành phố Chicago nên người chơi sẽ bắt gặp rất nhiều toà nhà cao chọc trời, nhà thờ, bệnh viện, khách sạn, nhà tù bỏ hoang, hải cảng, sân bay, nhà máy và quán bar Don Salieri.Hiệu ứng thời tiết được thể hiện khá xuất sắc qua từng tia nắng xuyên qua những tầng mây vào buổi sáng, tiếng lộp bộp trời mưa, màn đêm,...

Cảnh rượt đuổi xe trong Mafia

Mafia có một bộ sưu tập xe(mà người chơi có thể chiêm ngưỡng trong phần Encyclopedia) vào những năm 1930 khá hoàn chỉnh, gồm tổng cộng hơn 51 loại xe ô-tô bình thường, hơn 19 loại xe thưởng(trong đó có khoảng năm loại xe đua).Điều đặc biệt, trong những phần chơi đầu (vào những năm 1920) các loại xe mà người chơi thấy trên đường thường chưa mới nhưng điều này thay đổi dần theo thời gian đến giai đoạn sau của game (từ những năm 1930 trở đi), các chủng loại xe đổi mới hoàn toàn. Ngoài ra, còn một số phương tiện khác như xe lửa hoặc tàu điện thì người chơi không thể điều khiển được mà chỉ có thể đi lên và chờ đến địa điểm đã chọn.

Tommy đi bộ trong thành phố Lost Heaven

Bộ luật cảnh sát trong Mafia bao gồm khá nhiều tội như: vượt đèn đỏ, đi quá tốc độ, tàng trữ vũ khí trong người, giết người, lái xe ẩu, tông cảnh sát, nổ súng tại nơi công cộng,... Hình phạt được chia làm 3 cấp độ, từ nhẹ đến nặng tùy theo từng tội. Người chơi sẽ gặp phải khá nhiều rắc rối nếu bắn nhau qua kính xe trong các cuộc rượt đuổi mà có sự tham gia của cảnh sát.
Mafia được đánh giá là game có hiệu ứng vật lý khá thật. Một ví dụ điển hình đó chính là khi người chơi đập vào xe bằng gậy bóng chày, xe sẽ từ từ phát nổ. Khi dùng súng thời gian này sẽ ngắn hơn và nếu như dùng bom lửa (molotov) hoặc lựu đạn thì thời gian phát nổ của xe gần như là ngay lập tức. Khi xe ô-tô thắng, các bánh xe sẽ để lại những vết xước trên đường. Một vài hiệu ứng khác như cháy nổ, lủng lốp, hư động cơ, thiếu nhiên liệu,...được hãng phát triển thể hiện rất tốt.Một khi hai xe đi với tốc độ cao tông vào nhau, các lớp kính cửa, đèn xe, thanh sắt đặt sau xe sẽ lập tức bị vỡ hoặc tung ra.
| Danh sách một số loại xe chính xuất hiện trong game Mafia | Danh sách một số loại xe chính xuất hiện trong game Mafia | Danh sách một số loại xe chính xuất hiện trong game Mafia | Danh sách một số loại xe chính xuất hiện trong game Mafia |
| --------------------------------------------------------- | --------------------------------------------------------- | --------------------------------------------------------- | --------------------------------------------------------- |
|                                                           |                                                           |                                                           |                                                           |
| Ford Model T (Bolt Ace Tourning)                          | Cadillac V16 Phaeton (Lassiter V16 Phaeton)               | Ford model A (1927) (Bolt Model B Fordor)                 | Mercedes-Benz 500 K (Celeste Marque 500 K)                |
|                                                           |                                                           |                                                           |                                                           |
| Cord 810 Phaeton (Thor 810 Phaeton FWD)                   | Chrysler Airflow (Ulver Airstream)                        | Cadillac V-16 Roadster (Lassiter V16 Roadster)            | Duesenberg Model J (Trautenberg Model J)                  |

| Tên hãng xe         | Tên hãng xe         | Tên xe          |
| ------------------- | ------------------- | --------------- |
| Ford                | Ford                | Bolt            |
| Auburn              | Auburn              | Bruno           |
| Alfa Romeo          | Alfa Romeo          | Caesar          |
| Mercedes-Benz       | Mercedes-Benz       | Celeste Marque  |
| Pontiac             | Pontiac             | Crusader        |
| Hudson              | Hudson              | Guardian        |
| Stutz Blackhawk     | Stutz Blackhawk     | Falconer        |
| Cadillac            | Cadillac            | Lassiter        |
| Phantom Corsair     | Phantom Corsair     | Manta Prototype |
| Chevrolet           | Chevrolet           | Schubert        |
| Pierce Silver Arrow | Pierce Silver Arrow | Silver Fletcher |
| Cord                | Cord                | Thor            |
| Duesenberg          | Duesenberg          | Trautenberg     |
| Chrysler Airflow    | Chrysler Airflow    | Ulver           |
| Buick               | Buick               | Wright          |

## Cốt truyện[5]

Nhân vật chính Tommy Angelo

Game mở đầu với cảnh nhân vật chính Tommy Angelo đang đi vào quán bar để nói chuyện với tay thám tử người Ireland Norman. Tommy đề nghị thám tử Norman bảo vệ gia đình anh để Tommy khai toàn bộ sự thật tội ác về gia đình Salieri. Từ đó câu chuyện dẫn dắt người chơi từ hiện tại về quá khứ, một trong những điểm được đánh giá cao trong Mafia.
Khi còn làm tài xế taxi tại thành phố Lost Heaven vào những năm 1930, Tommy bất ngờ gặp phải hai người bạn đồng hành mới là Paulie và Sam và từ đây anh đã dấn thân vào con đường tội lỗi (người chơi sẽ gặp phải trong nhiệm vụ "An Offer You Cannot Refuse").Tommy sẽ gặp Don Salieri và trở thành một thành viên của băng này để chống lại Don Morello (đứng đầu băng Morello-đối địch với băng Salieri).Vụ việc tham gia băng này được dẫn từ một vụ việc khi Tommy bị hai đàn em băng Morello đánh đập và đòi giết, khi chạy đến quán bar Don Salieri, Tom nhận được sự giúp đỡ của Paulie-Sam-băng Salieri.
Trong vòng 8 năm hoạt động cho băng nhóm, Tom đã tham gia nhiều vụ việc như ám sát các gangster, ăn cắp tài sản, bắn chết ứng cử viên thị trưởng, tham gia các cuộc đua xe ăn tiền, cướp nhà băng và phá huỷ các cơ sở hạ tầng.Qua nhiều nhiệm vụ, kinh nghiệm làm việc và xử lý công việc của Tommy càng dày dặn hơn.Mặc dù là một mafia tàn nhẫn nhưng đâu đó trong tâm hồn Tommy vẫn còn sự nhân hậu và trái tim của con người, được thể hiện qua một số hành động như thả cho Frank(thay vì phải giết ông ta) bay qua thành phố khác nhằm trốn tránh sự truy sát của nhà Salieri, không ra tay bắn chết gái điếm Michelle (là một khách hàng của nhà Salieri nhưng đã biết được một số thông tin mật). Đối với các đối thủ gangster khác, Tommy tỏ ra là một đàn em lạnh lùng, anh chuyên thực hiện một số nhiệm vụ ám sát đầu lõi băng Morello. Sau 3 lần ám sát hụt (người chơi sẽ gặp trong nhiệm vụ "You Lucky Bastard"), cuối cùng em trai của Don Morello là Sergio Morello bị Tommy bắn chết tại bến cảng.Ngay sau đó, Paulie-Sam-Tommy tìm đến giết chết Don tại sân bay(hoặc húc rớt xuống vực thẳm-vì game chia nhiệm vụ này thành hai đường, nếu người chơi rượt nhanh, Don sẽ đi vào xuống cầu, nếu người chơi rượt chậm, Don sẽ đi vào sân bay).
Sau khi thanh toán xong băng Morello, nội bộ gia đình Salieri xảy ra chuyện lục đục, Paulie(đã trở thành bạn thân của Tommy) đã phát hiện Don Salieri ăn cắp hết số kim cương và đòi không chia lợi nhuận cho các đàn em của mình(mà Tom lấy cắp được trong nhiệm vụ "Just For Relaxtion").Sáng hôm sau, Pau mời Tom đến nhà và rủ đi ăn cướp nhà băng(người chơi sẽ gặp trong nhiệm vụ "Moonlighting");sau một hồi suy nghĩ Tommy đồng ý và đi theo Paulie.Cốt truyện li kì và bất ngờ khiến cho người chơi được dẫn hết từ tình tiết này đến tình tiết khác.Sau khi ăn cướp nhà băng và đào tẩu thành công, Paulie và Tom đã bị Sam lừa và sáng hôm sau khi Tom đến căn hộ của Pau định chia tiền thì thấy Paulie đã bị giết với hơn chục vết đạn trên người(anh ta bị giết bằng súng thục).Tom được Sam gọi thông báo là Salieri đã biết hết mọi chuyện và sẽ cử người hoặc cảnh sát đến căn hộ đó ngay lập tức(nhưng thật ra Sam mới chính là người đã khai báo toàn bộ).Trong màn cuối cùng(nhiệm vụ "The Death Of Art"), Tom sẽ thay mặt Paulie giết chết tên phản bội Sam và kết liễu Sam bằng nhiều phát đạn Colt.
Sau khi thanh toán xong toàn bộ băng đảng Salieri cũng như Morello, Tommy nhanh chóng bay sang Châu Âu cùng với Sarah(con gái người phục vụ quán bar Luigi, sau này trở thành vợ Tommy).Anh sắp xếp một cuộc gặp mặt với thám tử Norman để phơi bày toàn bộ sự thật về cái xã hội đen mà anh đã từng tham gia.Cuối cùng, hơn 80 gangster cùng Don Salieri dành toàn bộ cuộc đời để "bóc lịch".Tommy và gia đình được liên bang bảo vệ trong suốt hơn 13 năm và di chuyển về miền quê để sống nốt quãng đời còn lại.
Nhưng cuối cùng, Tommy vẫn bị hai gangster là Joe Barbaro - Vito Scalleta (hai gangster thuộc gia đình Falcone) giết chết ngay tại nhà.Anh than thở và kể lại rằng toàn bộ cuộc đời anh chỉ là một chuỗi sai lầm, cuối cùng anh vẫn phải gánh chịu cái sai lầm đó.
- Sau đây là đoạn trích về lời than thở của Tommy:

| “              | "I messed up. So did Paulie and Sam. We wanted a better life, but in the end we were a lot worse off than most other people. You know, I think it's important to keep a balance in things. Yeah, balance, that's the right word. Because the guy who wants too much risks losing absolutely everything. Of course, the guy who wants too little from life, might not get anything at all" | ” |
| — Tommy Angelo | |   |

- Tạm dịch:

| “              | "Đến tận bây giờ tôi mới nhận ra sai lầm của mình, Paulie và Sam cũng vậy.Chúng tôi đã muốn một cuộc sống tốt hơn nhưng rốt cuộc chúng tôi đã phải nhận lấy một kết cục bi thảm nhất.Bạn biết đấy, tốt nhất là đừng nên tham lam quá mức, hãy giữ cân bằng trong mọi việc...phải từ "cân bằng" rất đúng trong trường hợp này.Vì những gã gangster kia vì quá mạo hiểm nên đã mất hết cuộc sống.Tất nhiên là những kẻ kì vọng quá ít vào cuộc sống thì cũng chẳng nhận được cái gì từ nó" | ” |
| — Tommy Angelo | |   |

## Các nhiệm vụ trong game

Gia đình nhà Salieri

Game gồm tổng cộng 20 nhiệm vụ, mỗi nhiệm vụ được chia làm nhiều đoạn nhỏ:
- An Offer You Cannot Refuse(Một lời đề nghị mà bạn không thể từ chối)
- The Running Man(Người đàn ông chạy trốn)
- Molotov Party(Bữa tiệc Molotov)
- Ordinary Routine(Thói quen tầm thường[11])
- Fairplay(Chơi đẹp)
- Sarah
- Better Get Used To It(Tốt nhất là nên làm quen với nó-ám chỉ vũ khí cầm tay)
- The Whore(Con gái điếm)
- A Trip To The Country(Một chuyến đi đến đồng quê)
- Omerta
- Visiting Rich People(Chuyến đi viếng thăm người giàu[12])
- A Great Deal(Một cuộc giao dịch tuyệt vời[13])
- Bon Apetite!
- Happy Birthday!(Chúc mừng sinh nhật)
- You Lucky Bastard(Thằng khốn may mắn[14])
- Creme De La Creme
- Election Campaign(Chiến dịch bầu cử)
- Just For Relaxtion(Chỉ để thư giãn)
- Moonlighting(Ánh sáng Mặt Trăng[15])
- The Death Of Art(Cái chết nghệ thuật)

## Lồng tiếng
Các nhân vật chính trong Mafia được lồng tiếng bởi các diễn viên đã từng tham gia bộ phim nhiều tập The Sopranos(cũng nói về xã hội đen) được trình chiếu trên kênh HBO.Sau đây là danh sách các diễn viên đã lồng tiếng cho các nhân vật trong game:
- Matt Servitto lồng tiếng cho nhân vật Sam, cũng đóng vai thám tử Dwight Harris trong phim The Sopranos.
- Dan Grimaldi lồng tiếng cho nhân vật Frank, cũng đóng vai Patsy Parisi trong phim The Sopranos.
- William DeMeo lồng tiếng cho nhân vật Paulie, cũng đóng vai Jason Molinaro trong phim The Sopranos.
- Cara Buono lồng tiếng cho nhân vật Sarah, cũng đóng vai Kelli Moltisanti trong phim The Sopranos.
- Ray DeMattis lồng tiếng cho nhân vật Yellow Pete, cũng đóng vai Gerry Gaultieri trong phim The Sopranos.
- John Doman lồng tiếng cho nhân vật Don Morello, cũng đóng vai người bảo vệ trong câu lạc bộ Bada Bing trong phim The Sopranos[17].

## Các bản phát hành trên hệ cầm tay
Mafia được chuyển thể sang máy PS2 vào năm 2003 và sang Xbox 360 vào năm 2004.Tuy nhiên khá nhiều tính năng trên hệ máy tính cá nhân không có trong hệ máy cầm tay.

## Các bản soundtrack
Có rất nhiều bản nhạc được đưa vào trong game, đa số chúng được hát bởi các nghệ sĩ nổi tiếng như Django Reinhardt, Louis Armstrong, Louis Prima, Lonnie Johnson, Latcho Drom và Louis Jordan.Bài hát chính trong game được hãng Czech thu âm và mời Adam Klemens hát(được sáng tác bởi Vladimir Šimůnek).Đoạn giới thiệu đội ngũ làm game trong phần cuối cùng được lồng bài Lake of Fire-hát bởi Lordz of Brooklyn.Có một số bản nhạc trong game được lồng trong phim The Godfather.

## Sự tiếp nhận
| Nguồn    | Số điểm    | Thông báo               |
| -------- | ---------- | ----------------------- |
| IGN      | 9.2/10(PC) | Lựa chọn của người dùng |
| Gamespot | 9.3/10(PC) | Lựa chọn của người dùng |
| Gamespy  | 91/100(PC) | Lựa chọn của người dùng |

Mafia được giới phê bình và game thủ đánh giá rất cao, có thể được xem là đối trọng với tựa game Grand Theft Auto Vice City cùng thời và nổi tiếng tương đương của hãng Rockstar. So với các loại game thời bấy giờ, Mafia là game có cách diễn tả chân thật và sống động nhất, với các toà nhà cao chọc trời, những tuyến đường từ đồng quê đến thành phố và ngược lại, Mafia đã làm sống lại toàn bộ một xã hội nho nhỏ, một tấm lăng kính về một thành phố tội phạm.Những hiệu ứng vật lý, cảnh cháy nổ, các loại xe, súng,... đều được Mafia mô tả và đưa vào một cách đầy đủ, chân thật và tinh tế.Như Gamespot đã nhận xét: "Thật đơn giản, bạn không có gì để phàn nàn về Mafia bởi vì nó là một trong những game hay nhất năm 2002". Mafia được game thủ đánh giá như một game hành động tự do tuyệt vời, cốt truyện sâu sắc dẫn những tình tiết từ quá khứ về đến hiện tại và ngược lại.Một kết thúc không có hậu đã để lại nhiều ấn tượng trong lòng game thủ.GameSpot chấm 9.3/10 điểm cho Mafia, IGN chấm 9.2/10 điểm cho Mafia, GameSpy chấm 91/100 điểm cho Mafia.
Tuy bản PC tốt như vậy nhưng hai bản trên hệ máy cầm tay lại rất tồi, gây nhiều thất vọng cho người chơi ở cách hành động và điều khiển vũ khí.